# Triflusal
Triflusal es un fármaco inhibidor de la agregación plaquetaria, descubierto y desarrollado por Laboratorio Uriach y comercializado en España desde 1981. Actualmente está disponible en 25 países. Es un medicamento de la familia de los salicilatos, aunque no derivado del ácido acetilsalicílico.

## Mecanismo de acción
Triflusal es un antiagregante palquetario selectivo a través de:
- Inhibición de tromoboxano A2, bloqueando la ciclooxigenasa
- conservando la prostaciclina vascular, así pormueve el efecto antiagregante
- Bloqueo de la fosfosdiesterasa incrementando el AMP cíclico aumentado de este modo la concentración de calcio lo que resulta en un efecto antiagregante